# Ce soir/Piccolissima serenata
Ce soir/Piccolissima serenata è un 45 giri del cantante Teddy Reno, pubblicato nel 1957 dalla CGD. 

## Descrizione
I brani sono arrangiati da Gianni Ferrio e sono inseriti nell'album Confidenze musicali (CGD - MV 0221), pubblicato nello stesso anno
La musica di Ce soir è di Virgilio Panzuti, che usa lo pseudonimo Mac Gillar.
Piccolissima serenata venne incisa nello stesso anno da Renato Carosone nell'album Carosello Carosone n. 6.

## Tracce
LATO A
1. Ce soir (testo: Gian Carlo Testoni – musica: Mac Gillar)

LATO B
1. Piccolissima serenata (testo: Antonio Amurri – musica: Gianni Ferrio)